# Schweizerost

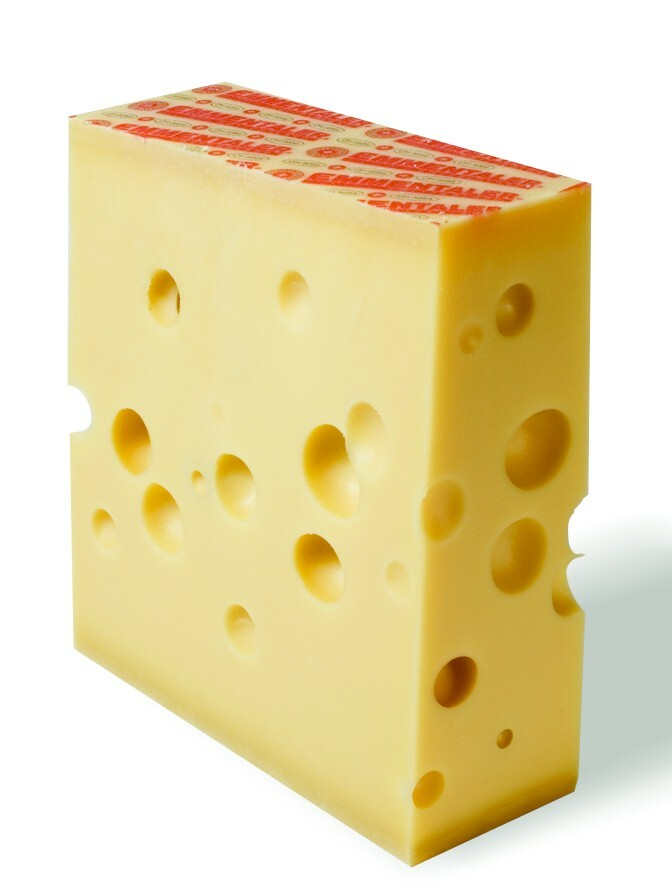
Emmentalerost, som är en typisk schweizerost.

Schweizerost är i Sverige en typ av ost med stora hål och söt, nötaktig smak. Ursprungligen avsåg det en ost från Schweiz, men med tiden har utseendet och karaktären blivit mer kännetecknande än tillverkningsland. En typisk schweizerost är osten Emmentaler. Ordet schweizerost är belagt i svenska språket sedan 1731.